# Бумажный канал
Бума́жный канал — канал в Санкт-Петербурге. Протекает от реки Екатерингофки до реки Таракановки.

## История
Бумажный канал был прорыт во второй половине XVIII века для хозяйственного обслуживания бумагопрядильной фабрики, существовавшей здесь со времен Петра I. В дальнейшем обслуживал бумажную фабрику барона Александра Раля и Чернореченскую бумагопрядильную мануфактуру Л. Е. Кёнига, основанную в 1873 году. Название Бумажный канал известно с 1877 года. На некоторых топографических планах 1798–1900 годов канал ошибочно обозначался как р. Екатерингофка или р. Екатерингофская, в то время как сама Екатерингофка именовалась на этих планах Екатерингофским фарватером. Также с 1920-х годов Бумажным каналом иногда ошибочно называют и оставшуюся не засыпанной часть Таракановки.

## Географические сведения
Длина 1,1 км, ширина 10 м, глубина 0,3—1 м (по другим данным — 0,3—0,8 м).
Отходит от реки Екатерингофки слева, ниже устья Обводного канала, охватывает с севера Екатерингофский остров, у Сутугина моста соединяется с рекой Таракановкой.
В настоящее время хозяйственного значения канал не имеет. В межень часто пересыхает, его вода загрязнена промышленными стоками. Берега канала имеют естественные не благоустроенные грунтовые откосы.

## Достопримечательности
- Через канал перекинуты два моста:
  - Сутугин мост (в створе Перекопской улицы)
  - Бумажный мост (в створе Лифляндской улицы)
- На Екатерингофском острове расположен парк Екатерингоф.